# アッツィオ
アッツィオ（伊: Azzio）は、イタリア共和国ロンバルディア州ヴァレーゼ県にある、人口約700人の基礎自治体（コムーネ）。

## 地理

### 位置・広がり

#### 隣接コムーネ
隣接するコムーネは以下の通り。
- ブレンタ
- カザルツイーニョ
- コックイオ＝トレヴィザーゴ
- クーヴィオ
- ジェモーニオ
- オリーノ

### 地震分類
イタリアの地震リスク階級 (it) では、4 に分類される
。